# Навуходоносор II
Навуходоносор II (на акадски Nabû-kudurri-ußur - „Бог Наву, закриляй моя първороден син“; на иврит - נבוכדראצר, в Септуагинтата – Ναβουχοδονοσορ) е вавилонски цар, син на Набопаласар, основателя на Нововавилонското царство, считан за най-забележителния сред владетелите му, включително заради своите строителни начинания (като Висящите градини на Вавилон – едно от седемте чудеса на света, които може да са доразвитие на по-ранен парк, създаден от Семирамида) и значителните териториални разширения, сред които превземането на Царство Юдея, през 586 г. пр.н.е.

## Навуходоносор в Библията
В Библията Навуходоносор е представен основно в Книгата на пророк Даниил, където е разкрит, от една страна, като безбожен тиранин, който впоследствие се разкайва, но и като божи инструмент за наказание на евреите за техните грехове.
След превземането на Йерусалим и сриването на Соломоновия храм от Навуходоносор II и отвеждането на част от народа във Вавилонския плен, Кивотът на завета, съдържащ скрижалите с Десетте Божи заповеди, изчезва и оттогава за неговото местонахождение в продължение на над 2500 години се носят неизброими и взаимоизключващи се легенди, най-популярната, но и недостоверна, от които е, че е в Етиопия, отнесен още от Савската царица, подарен й от цар Соломон.

## Операта "Набуко"
Навуходоносор II е известен и с италианската транскрипция „Набуко“, по едноименната опера на Джузепе Верди.